# Штефан Гечові
Штефан Константін Гечові (алб. Shtjefën Konstantin Gjeçovi; 1874, Янево, вілайєт Прізрен, Османська імперія — 14 жовтня 1929, Джяковіца, Королівство Югославія) — албанський священник, теолог, етнолог і фольклорист. Чернець-францисканець. Один із засновників албанської фольклористики.

## Біографія
Косовський албанець. У 1892 році вступив до католицького ордену францисканців. Вивчав теологію і право в Університеті Інсбрука і Льовенському католицькому університеті.
На початку XX століття почав займатися дослідженнями національних традицій і легенд албанців, у першу чергу, в північній частині Албанії. З 1905 по 1920 рр. жив серед албанських горців, збираючи пісні, перекази, племінні закони, займався археологією та фольклором.
Зібрані матеріали, починаючи з 1913 року, публікував на сторінках Шкодерського щомісячника «Hylli i Dritës» (Світла зірка).
Головною роботою Штефана Гечові є кодифікація у 1913 році монументального твору історичного і культурного характеру — «Переддень» албанців, зводу правил, своєрідного закону, керуючого суспільством, сімейного кодексу. На його основі зросла й удосконалювалася мораль албанських горців. Вперше «Переддень» був опублікований у 1933 році, після смерті Штефана Гечові.
Йому ж належить збірник албанських пісень воїнів прикордоння — «Këngë Kreshnikësh or Cikli i Kreshnikëve».
Штефан Гечові у 1929 році був застрелений радикальним сербським націоналістом.